# Wielki Bukowiec (szczyt)
Wielki Bukowiec, znany także pod nazwą Pasika, 848 m n.p.m. – zalesiony szczyt wznoszący się w tzw. Paśmie Granicznym, we wschodniej części Beskidu Niskiego, na granicy polsko-słowackiej. Szczyt znajduje się na granicy rezerwatu przyrody „Źródliska Jasiołki” zlokalizowanego w Jaśliskim Parku Krajobrazowym.
Na szczycie góry wznosi się stalowa wieża obserwacyjna, zbudowana przez wojsko niemieckie w 1943 roku, z której jeszcze ok. roku 2000 rozciągała się prawie dookolna panorama Beskidu Niskiego, Bieszczadów oraz przyległych grup górskich Słowacji. Aktualnie (2025 r.) rosnące na szczycie drzewa zasłaniają już praktycznie cały horyzont.

## Szlaki piesze
– zielony szlak Besko – Puławy – Dział – Moszczaniec – Kanasiówka (823 m n.p.m.) – Wielki Bukowiec (848 m n.p.m.) – Komańcza
 – niebieski szlak graniczny Nowy Łupków – Siwakowska Dolina (689 m n.p.m.) – Przełęcz Radoszycka – Wielki Bukowiec (848 m n.p.m.) – Jasiel – Czeremcha – Barwinek